# Willebadessen
Willebadessen – miasto w centralnych Niemczech w kraju związkowym Nadrenia Północna-Westfalia, w rejencji Detmold, w powiecie Höxter, położone na terenie obszaru chronionego krajobrazu Las Teutoburski. W 2010 miasto zamieszkiwane było przez 8 516 osób.

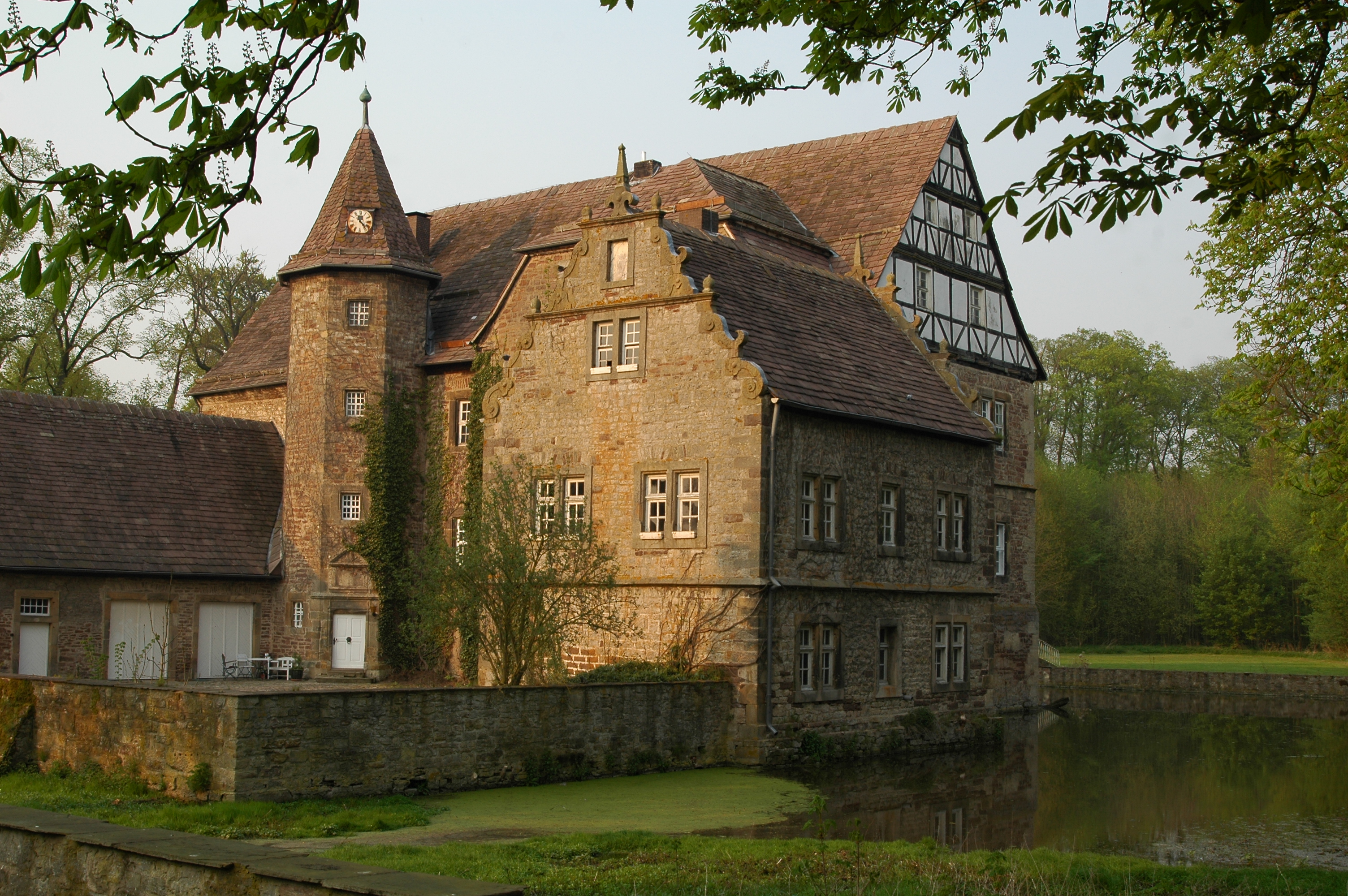
Zamek Schweckhausen

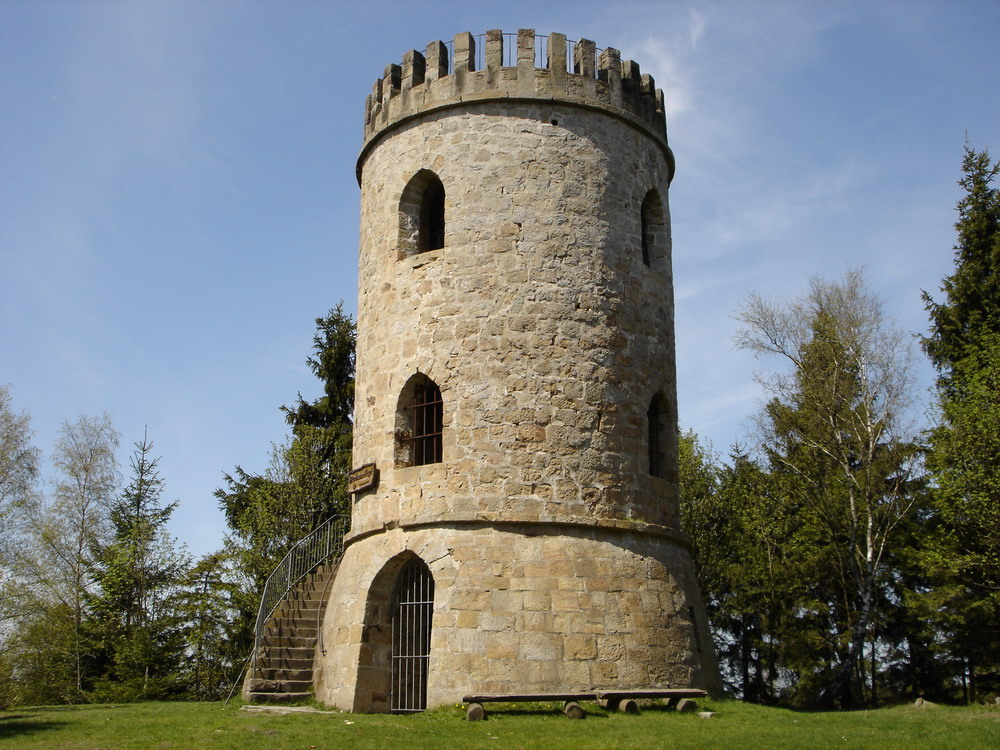
Wieża widokowa Bierbaums Nagel

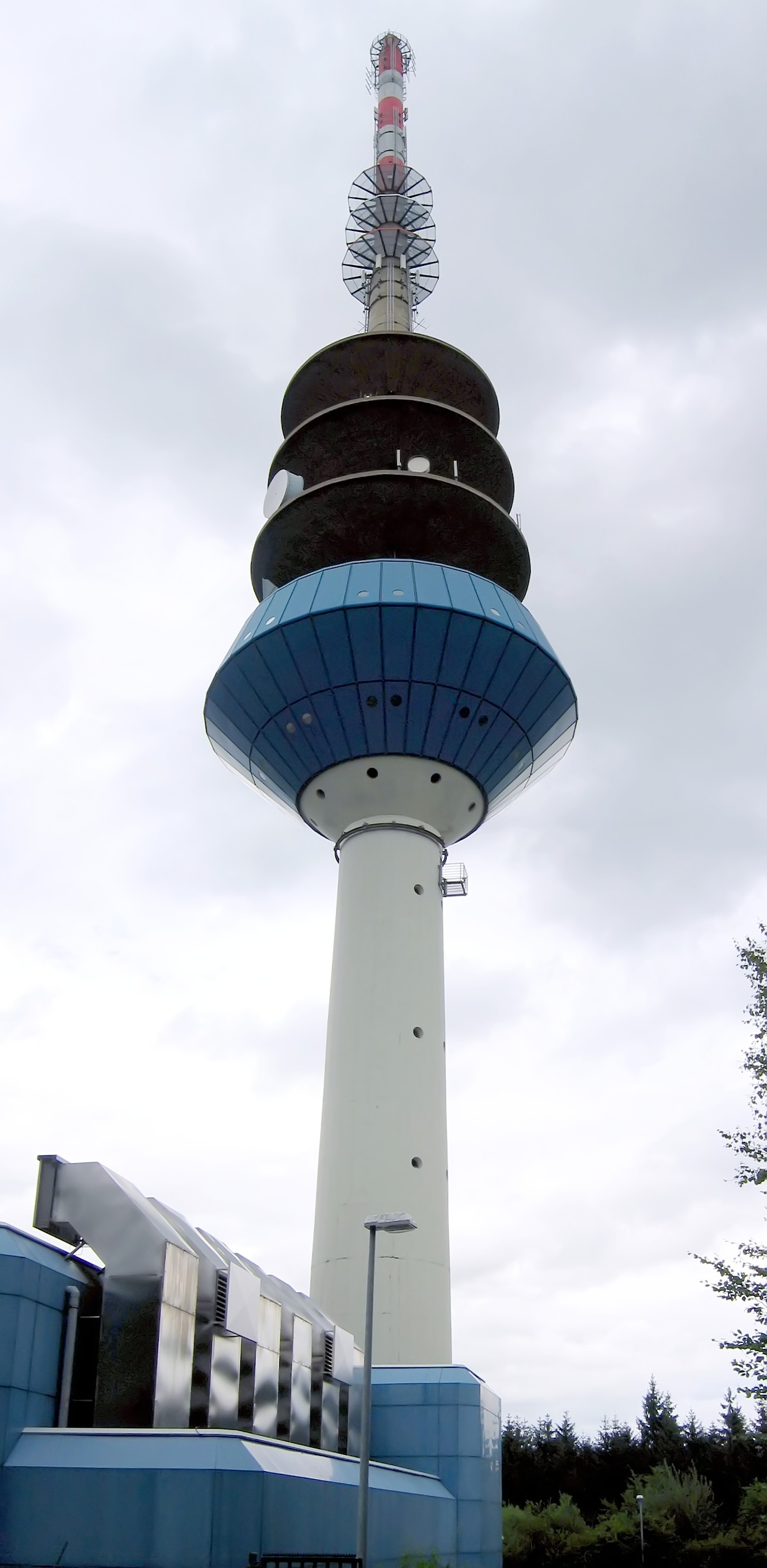
Wieża telewizyjna Willebadessen

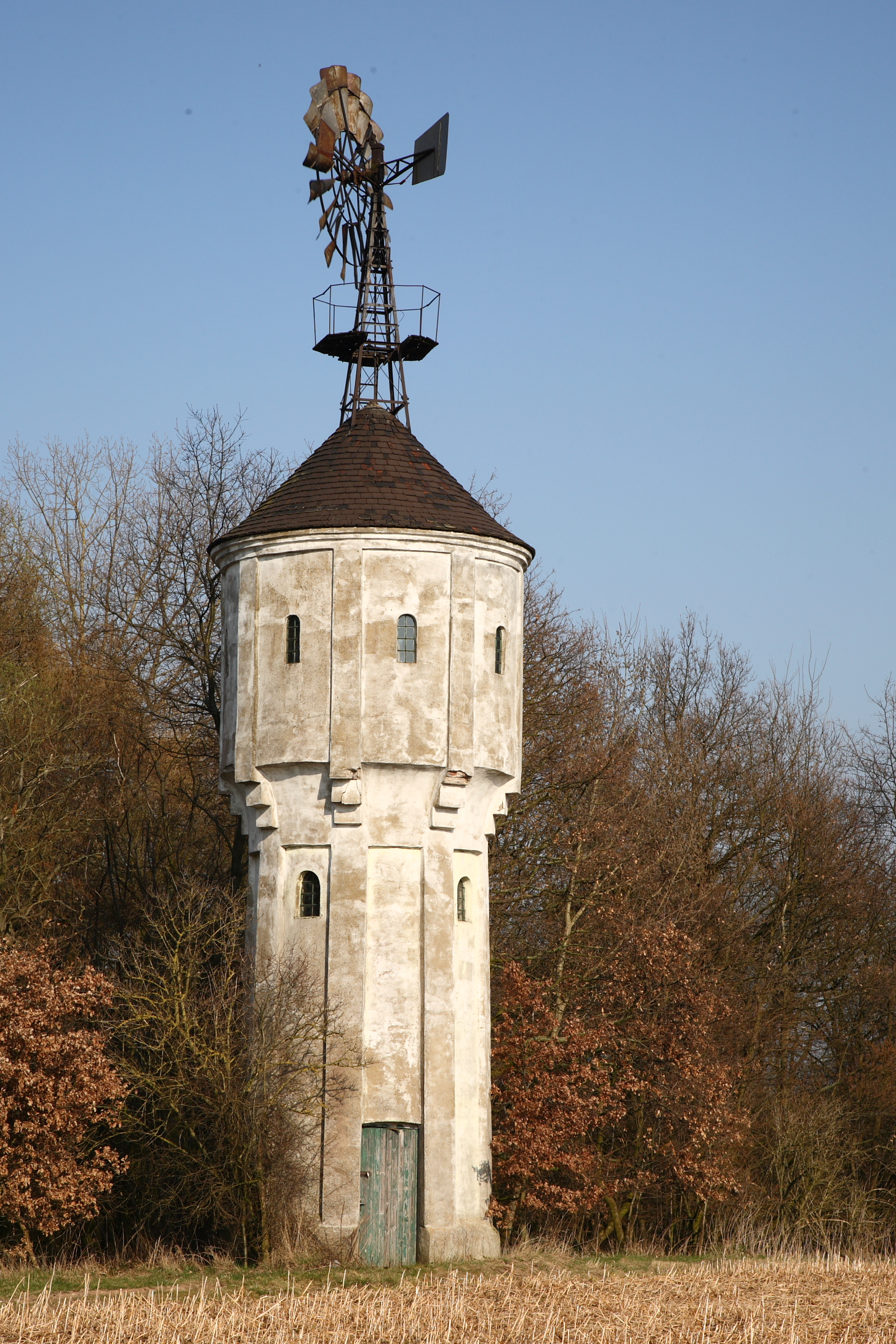
Wieża ciśnień

## Geografia
Willebadessen położone jest we wschodniej części gór Egge (południowe przedłużenie Lasu Teutoburskiego) nad rzeką Nethe (dopływ Wezery). Miasto składa się z trzynastu dzielnic: Altenheerse, Borlinghausen, Eissen, Engar, Fölsen, Helmern, Ikenhausen, Löwen, Niesen, Peckelsheim, Schweckhausen, Willebadessen i Willegassen.

## Zabytki i interesujące miejsca
- muzeum rzeźbiarstwa z ekspozycją w parku o powierzchni 7 ha
- Klasztor benedyktyński z 1149 roku
- wieża ciśnień z pompą napędzaną wiatrakiem z 1904 roku
- zamek w Borlinghausen
- zamek Schweckhausen z XVI wieku;
- wieża widokowa (Bierbaums Nagel)
- wieża telewizyjna o wysokości 152,5 m
- tunel kolejowy długości 2880 m
- pomniki przyrody - między innymi tysiącletni dąb
- liczne parki

## Komunikacja

### Drogi
- Dzielnice Niesen i Peckelsheim położone są przy drodze B252.

### Kolej
- Przez Willebadessen przebiega linia kolejowa Hamm-Warburg (uruchomiona ponownie w 2003 roku po jedenastu latach przerwy). Zatrzymują się tu między innymi pociągi: z Münster i Warburgu.

## Osoby urodzone w Willebadessen
- Anton David (1851-1931), jezuita, pedagog
- August Gockel (1826-1861), kompozytor ,pianista